# Vasilis Papavasiliou
Vasilis Papavasiliou (griechisch Βασίλης Παπαβασιλείου, * 22. Februar 1949 in Thessaloniki; † 6. Juni 2025 ebenda) war ein griechischer Regisseur, Schauspieler, Autor und Übersetzer mit  Theatererfahrung. Von 1994 bis 1998 war er künstlerischer Leiter des Nationaltheaters Nordgriechenlands.

## Leben
Geboren 1949 in Thessaloniki, wuchs er in Serres auf. Er begann ein Medizinstudium an der Aristoteles-Universität Thessaloniki, das er jedoch nicht abschloss, da er unter dem Einfluss von Karolos Koun ein Studium an der Schauspielschule des Kunsttheaters aufnahm. Insgesamt brachte er 30 Inszenierungen auf die Bühne (Werke von Sophokles, Goldoni, Marivaux, Shakespeare, Pirandello, Molière, Maniotis) und übersetzte verschiedene Theater- und Prosatexte (Goldoni, Molière, Bart, Sade). Er arbeitete mit dem Nationaltheater Nordgriechenlands und dem Nationaltheater zusammen.
Papavasiliou wurde von der Stadt Athen, der Gemeinde Chalandri, der griechischen Vereinigung der Theater- und Musikkritiker und dem Theaterfestival von Syrakus auf Sizilien ausgezeichnet. Er unterrichtete an Schauspielschulen und an der Theaterabteilung der Hochschule für Bildende Künste der Universität Thessaloniki, zudem war er künstlerischer Leiter des Nationaltheaters Nordgriechenlands und Direktor des Kunsttheater Karolos Koun (Θεάτρο Τέχνης «Κάρολος Κουν» Theátro Téchnis „Kárlolos Koun“).